# Philippinacridium palawanensis
Philippinacridium palawanensis är en insektsart som först beskrevs av Bolívar, C. 1931.  Philippinacridium palawanensis ingår i släktet Philippinacridium och familjen Chorotypidae. Inga underarter finns listade i Catalogue of Life.